# Miguel Ángel Bercaitz
 Miguel Ángel Berçaitz (Argentina, 1902-Argentina, 7 de diciembre de 1993) fue un abogado especializado en Derecho Administrativo y ministro de la Corte Suprema de Justicia de Argentina entre 1973 y 1976.

## Actividad profesional
Bercaitz fue director del Registro Civil de la ciudad de Buenos Aires entre 1950 y 1953. Fundó y presidió el Centro de Abogados de Buenos Aires, integrado por abogados que tuvieron que dejar sus cargos al producirse el golpe de Estado del 16 de septiembre de 1955.
Fue designado para integrar la Corte Suprema de Justicia de la Nación por el presidente Héctor José Cámpora, asumió el cargo el 8 de junio de 1973, fue nombrado presidente del tribunal y cesó en 1976 al producirse el golpe de Estado del 24 de marzo de 1976.
Compartió el Tribunal, en distintos momentos con Ernesto Corvalán Nanclares, Manuel Arauz Castex, Agustín Díaz Bialet, Héctor Masnatta, Ricardo Levene (hijo) y Pablo Ramella.
Su yerno Antonio Boggiano también integró la Corte Suprema, años después.

## Obras
- Teoría general de los contratos administrativos
- Procedimiento Administrativo Municipal
- Problemas Jurídicos Del Urbanismo
- El código de lo contencioso-administrativo de la provincia de Buenos Aires y su autor el Dr. Luis V. Varela Buenos Aires, 1945.
- La guerra sucia. La obediencia debida Buenos Aires, 1985.